# 広河県
広河県（こうが-けん）は中華人民共和国甘粛省臨夏回族自治州に位置する県。県人民政府の所在地は城関鎮。

## 行政区画
6鎮、2郷、1民族郷を管轄：
- 鎮：城関鎮、三甲集鎮、祁家集鎮、荘禾集鎮、買家巷鎮、斉家鎮
- 郷：水泉郷、官坊郷
- 民族郷：阿力麻土ドンシャン族郷

## 交通

### 道路
- 高速道路
  - S2 蘭郎高速道路